# تی‌دی‌آراس-۳
تی‌دی‌آراس-۳ (انگلیسی: TDRS-3) (که با نام TDRS-C نیز شناخته می شود.) یکی از ماهواره های مخابراتی ایالات متحده آمریکا و از مجموعه ماهواره های سامانه ماهواره‌ای ردیابی و بازپخش داده‌ها بود که در سال ۱۹۸۸ میلادی توسط شاتل دیسکاوری و در ماموریت اس‌تی‌اس-۲۶ در مدار قرار گرفت.